# Rostov
|  | Per a altres significats, vegeu «Rostov del Don». |

Rostov -Ростов (rus)- és una de les ciutats més antigues de Rússia i un dels centres turístics de l'Anell d'Or. Se situa a la riba del llac Nero, a l'óblast de Iaroslavl, a 202 km al nord-est de Moscou. Tenia una població de 34.141 habitants segons el cens del 2002.
Tot i que el nom oficial de la ciutat és Rostov, és més coneguda entre els russos com a Rostov Veliki (Ростов Великий), és a dir 'Rostov el Gran', nom que s'utilitza per distingir-la de Rostov del Don, que actualment és una ciutat molt més gran. Fins i tot l'estació de tren s'anomena Rostov Iaroslavski, a causa de la seva situació a l'óblast de Iaroslavl.
Esmentada per primera vegada l'any 862 com a localitat d'importància, cap al segle xiii va esdevenir la capital d'un dels principats russos més rellevants. Fou incorporada al Gran ducat de Moscou el 1474. Se li atorga el títol de ciutat el 1777. És cèlebre pels seus esmalts.

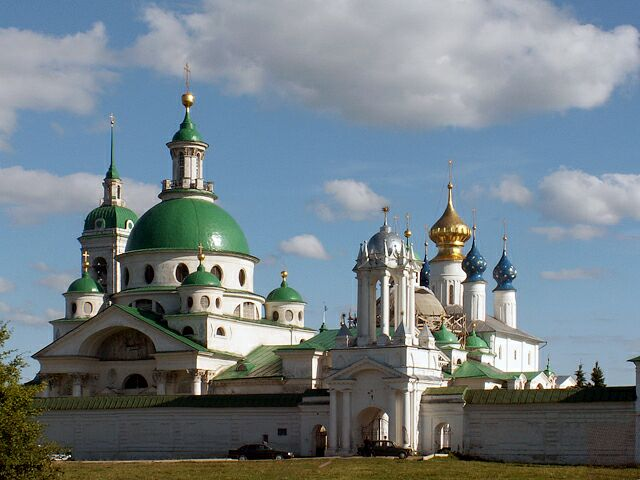
Monestir de Spasso-Iàkovlevski

Sempre ha estat un centre eclesiàstic important, seu d'un bisbat (el 988), un arquebisbat (el segle xiv) i un bisbat metropolità (el segle xvi); la seu metropolitana de Rostov fou traslladada a Iaroslavl al final del segle xviii. Per aquest motiu els monuments principals de la ciutat són de tipus religiós: la catedral de la Dormició (segle xvi) i les esglésies del Salvador del Porxo (Spas na Sèniakh), de Sant Gregori, de Sant Joan i de la Resurrecció, dins l'anomenat kremlin o residència del bisbe metropolità Iona Sisóievitx (1667-1694), que inclou palaus, torres i la petita església barroca de la Mare de Déu de Smolensk. Vora el Kremlin i el llac Nero es troben també els monestirs d'Abraham (del segle xi, un dels més antics de Rússia) i el de Spasso-Iàkovlevski o Sant Jaume el Salvador (segles XVIII-XIX, neoclàssic).